# Казе Кол Волпер (Тревизо)
Казе Кол Волпер је насеље у Италији у округу Тревизо, региону Венето.
Према процени из 2011. у насељу је живело 29 становника. Насеље се налази на надморској висини од 160 м.